# Aurivela tergolaevigata
Aurivela tergolaevigata — вид ящірок родини теїдових (Teiidae). Ендемік Аргентини.

## Поширення і екологія
Aurivela tergolaevigata мешкають на північному заході Аргентини, в провінціях Сальта, Тукуман, Ла-Ріоха і Катамарки, можливо, також в провінції Сантьяго-дель-Естеро. Вони живуть на піщаних дюнах і піщаних рівнинах та в сухих чагарникових заростях.